# Лондон, Сондра
Сондра Лондон (англ. Sondra London; род. 1947, Флорида) — автор документальной криминалистики, наиболее известна как девушка осуждённого убийцы и предполагаемого серийного убийцы Джерарда Шефера и невеста осуждённого серийного убийцы Дэнни Роллинга. Она использовала личные отношения для того, чтобы опросить их о преступлениях и мотивах, опубликовала результаты своих расследований.

## Литературная деятельность
В документальном фильме Эррола Морриса Лондон рассказала, как впервые вдохновилась писать о преступлениях после того, как достигла высокого уровня в карьере технического писателя. Она связалась с находящимся в заключении серийным убийцей Герардом Шефером (бывшим полицейским, отбывающим два пожизненных срока за убийство, с которым она встречалась в старших классах школы), и они начали сотрудничать в работе над книгой в стиле романа с ключом, содержащим записи Шефера, которые, возможно, были описанием его собственных преступлений. Они выпустили сборник рассказов под названием «Killer Fiction». В этот период бывший заместитель шерифа становился всё более одержимым Сондрой и начал рассказывать ей подробности своих преступлений во время её посещений тюрьмы и в рукописных письмах. Лондон прекратила профессиональные отношения с Шефером после того, как он пригрозил ей жизнью, если она когда-либо покажет властям его инкриминирующие письма. Лондон передала эти письменные угрозы и признания в суд в качестве защиты от угроз Шефера, обвинявшего её в ложных показаниях о том, что Шефер был серийным убийцей. Прочитав пятьсот страниц рукописных заявлений Шефера, приложенных к ответу Лондон, судья отклонил иск Шефера. После его смерти показания Сондры Лондон, данные под присягой, были использованы для установления вины Шефера в двух убийствах, совершённых в Национальном лесу Окала.
Сондра Лондон сотрудничала с серийным убийцей Дэнни Роллингом при написании книги «Создание серийного убийцы: Реальная история убийств в Гейнсвилле», психологических мемуаров, в которые вошли признания Роллинга в пяти убийствах, а также в других особо тяжких преступлениях, в которых он не был обвинён. Книга была опубликована издательством Feral House и иллюстрирована 50 рисунками, нарисованными Роллингом в тюрьме. Признания были опубликованы в серии из трёх частей в газете «Глобус». Лондон и Роллинг были осуждены штатом Флорида на основании закона сына Сэма, который был признан Верховным судом США неконституционным. В 2004 году издательство Feral House опубликовало исследование Сондры Лондон о вампиризме «Настоящие вампиры». Книга проиллюстрирована французским серийным убийцей Николя Кло.
В 2016 году она опубликовала книгу «Хорошие маленькие солдаты: Мемуары о настоящем кошмаре», написанную в соавторстве с Дайанн Фицпатрик, которая рассказала Сондре историю об убийствах и контроле сознания в рамках программы МК-Ультра, осуществлённых её отцом, военнослужащим и маньяком-убийцей, который использовал её и её брата в специальной экспериментальной программе использующей галлюциногенные препараты, когда ей было шесть лет.

## Телевидение
В 2000 году один из эпизодов документального телесериала режиссёра Эррола Морриса «От первого лица» был посвящён Сондре Лондон. Она появлялась в передачах Dateline, Turning Point, Larry King Live, Geraldo, Leeza, A Current Affair и Court TV в США; Channel 4 и BBC в Великобритании; немецких и французских кабельных каналах и австралийском ABC.
Сондра была продюсером эпизода A Current Affair 1992 года, посвящённого Керри Торнли. Торнли был сослуживцем Ли Харви Освальда, написавшем ещё до убийства Джона Кеннеди биографическую книгу об Освальде, «Бездействующие бойцы». Также она взяла последнее интервью у Керри Торнли, текст которого опубликован на её персональном сайте под названием «Признание Керри Торнли в соучастии в заговоре с целью убийства Кеннеди, рассказанное Сондре Лондон», а видеоверсия этого интервью опубликована на её персональном канале Youtube.